# 马宗保
马宗保（1968年1月—），男，回族，宁夏海原人，中国民主同盟成员，中华人民共和国政治人物。现任宁夏回族自治区人民政府副主席，宁夏师范学院院长。